# Neostrengeria charalensis
Neostrengeria charalensis is een krabbensoort uit de familie van de Pseudothelphusidae. De wetenschappelijke naam van de soort is voor het eerst geldig gepubliceerd in 1985 door M. R. Campos & Rodríguez.